# Ceatalchioi
Ceatalchioi község Tulcea megyében, Dobrudzsában, Romániában. A hozzá tartozó települések: Pătlăgeanca, Plauru és Sălceni.

## Fekvése
A település az ország délkeleti részén található, a megyeszékhelytől, Tulcsától északra, a Duna Chilia-ága mentén.

## Története
Régi török neve Çatalköy.

## Lakossága
A nemzetiségi megoszlás a következő:
| 2002      | 2002 | 2002   |
| --------- | ---- | ------ |
| Románok   | 729  | 96,94% |
| Lipovánok | 22   | 2,92%  |
| Ukránok   | 1    | 0,13%  |
| Összesen  | 752  | 100,0% |